# Лукреція
Лукреція (лат. Lucretia) (приблизно 500 рік до н. е.) — за переказами, римлянка, що славилася красою і доброчинністю. Дружина римського патриція Тарквінія Коллатіна і дочка консула Спурія Лукреція Тріціпітіна. Історію Лукреції подано давньоримськими істориками, зокрема Титом Лівієм та Діонісієм Галікарнасським, версії цих двох письменників різняться.

## За Тітом Лівієм
У 510 році до н. е. римське військо, очолюване царем Тарквінієм Гордим, тримало в облозі місто Ардею. Облога була довгою, тому для воїнів допускалися відпустки, а царські сини влаштовували бенкети. Одного разу, коли вони пили в Сексті Тарквінії, де обідав і Тарквіній Коллатін, чоловік Лукреції, пішла розмова про дружин, яка переросла у змагання: кожен з чоловіків хвалив свою дружину. Коллатін запропонував усім негайно поїхати до Рима, а потім до Коллації, щоб переконатися, наскільки його дружина Лукреція перевершує своєю доброчесністю всіх інших жінок. Коли чоловіки прибули до Рима, царських невісток вони застали на бенкеті, а Лукреція натомість пряла вовну серед прислужниць, що працювали при світлі вогню. Так Лукреція здобула перемогу у змаганні. Проте краса і доброчесність жінки викликали в Сексті Тарквінії бажання силоміць збезчестити її. А поки що чоловіки повернулися на війну.
За кілька днів Секст неочікувано повернувся до Коллації, де був привітно зустрінутий. Так він залишився на ніч. Але коли всі заснули, Секст прийшов до спальної кімнати Лукреції і, погрожуючи мечем, наказав їй мовчати та домагався від неї взаємного кохання. Проте, побачивши, що Лукреція не підкориться навіть під страхом смерті, Секст погрожує зганьбити її:
 «Бачачи, що Лукреція непохитна, що її не переконати навіть страхом смерті, він, щоб налякати її ще сильніше, пригрозив їй ганьбою: до неї, мовляв, мертвої, в ліжко він підкине, прирізавши, голого раба — нехай говорять, що вона вбита в брудному перелюбстві. Цією жахливою загрозою він здолав її непохитну цнотливість.» (Liv. I. 58)

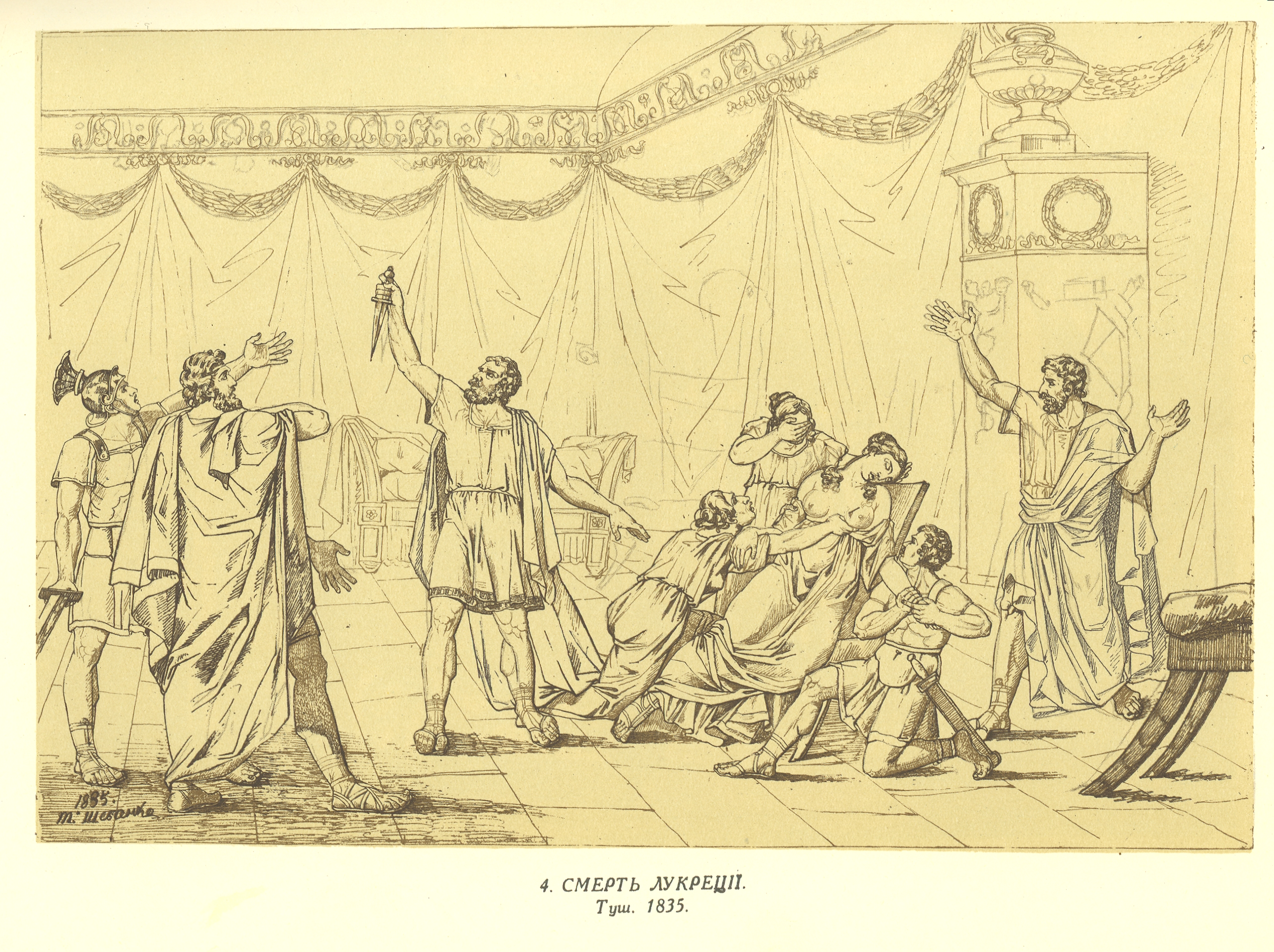
Смерть Лукреції (1835) мал. Тараса Шевченка

Лукреція підкорилася. Коли Секст Тарквіній залишив будинок, вона відправила посланців до Рима до батька та до Ардеї до чоловіка, щоб вони негайно прибули з вірними друзями. Спурій Лукрецій прибув з Публієм Валерієм, Коллатін — з Луцієм Юнієм Брутом. Лукреція розказала про все, що відбулося, та вимагала від усіх присутніх клятви про помсту.
Усі по порядку клянуться, втішають зневірену, відводячи звинувачення від жертви насильства, звинувачуючи злочинця: грішить думка — не тіло, у кого не було умислу, немає на те і провини.
 «Вам, — відповідає вона, — розсудити, що належить йому, а себе я, хоч в гріху не звинувачую, від кари не звільняю; і нехай ніякій розпусниці приклад Лукреції не збереже життя!». Під одежею у неї був захований ніж, встромивши його собі в серце, налягає вона на ніж і падає мертвою." (Liv. I. 58)
Брут дістав ніж, і всі за прикладом Брута поклялися звільнити Рим від царствування Тарквініїв. Тіло Лукреції виносять на площу, збирається натовп, приєднуються озброєні чоловіки; Брут став лідером повстання. Брут проголосив промову, якою спровокував народ видати постанову про вигнання Луція Тарквінія з сім'єю. Коли цар вирушив з табору в Рим для придушення повстання, ворота міста йому не відчинили і оголосили про вигнання. Довелося Тарквінію з двома синами піти до етрусків в місто Цере, а третій син, Секст, вирішив влаштуватися в Габіях, які розглядав як свою вотчину, але був там убитий жителями, які натерпілися від його сваволі. Лукрецій, батько загиблої, як префект міста, призначений на цю посаду ще Тарквінієм Гордим, зібрав центуріатні коміції і провів вибори посадових осіб. Так в 509 році до н. е. була встановлена в Римі республіка, на чолі якої виявилися патриції. Ту ж історію повторює і Овідій (Ovid. Fasti. II. 721—834) з тією лише різницею, що суперечка про жіночу гідність у нього велася безпосередньо між Секстом Тарквінієм і Коллатіном.

## ЗаДіонісієм Галікарнаським
Діонісій, переказуючи історію, опускає першу зустріч Секста з Лукрецією. У його викладі Секст Тарквіній випадково зупинився в будинку, коли був відсутній Коллатін, що був посланий батьком у справах з Ардеі в Коллацо. Опинившись під одним дахом з Лукрецією, яка і раніше подобалася йому, царський син примусив її йому віддатися. На ранок він повернувся у військовий табір, а Лукреція у чорному одязі і з приготованим кинджалом вирушає до будинку батька в Рим. Зажадавши скликати якомога більше друзів і родичів, вона розповідає їм про те, що трапилося, і встромляє клинок собі в серце.

## Питання достовірності історії про Лукрецію
У науці немає єдності думок про справжність цієї історії. Етторе Пайс бачив в ній легенду, що мала відношення до релігійних культів Ардеі і принесену в Рим тільки в другій половині IV століття до н. е. Андреас Альфельда вважав її повністю вигаданою, введеною в III століття до н. е. для того, щоб приховати той неприємний для римлян факт, що останній римський цар був вигнаний етруском Порсенною, а не в результаті народного повстання. Інші історики схиляються до тієї думки, що якщо сама героїня і була вигаданою, то якесь історичне ядро в подіях 509 року до н. е. все ж є. Оскільки немає ясності в походженні цієї історії, то багато хто воліє бачити в ній опоетизовану і романтизовану реальність.
А. В. Коптєв вважає, що історія Лукреції виникла на основі давньогрецького прототипу, використаного римськими істориками, наявність у ній специфічно римських деталей є похідною від ритуальної практики та її осмислення римськими істориками від Акція до Лівія.
Вставка, що відрізняє версію Лівія і Овідія від розповіді Діонісія, повністю сконструйована з таких стереотипних компонентів, як втома від довгої облоги, нудьга молоді через неробство, жіноча тема в розмовах чоловічій компанії, винайдене змагання як вираз агонального духу, свобода етруських жінок в розвагах, на відміну від патріархальної моделі поведінки римської матрони. Ідея «змагання дружин», елліністична по духу, неодноразово зустрічалася в літературі (наприклад, суд Паріса або змагання в красі на Лесбосі). Лукреція виграла змагання відповідно до правил гри, які були визначені чоловіками — вона довела, що є найцнотливішою з усіх жінок або, іншими словами, найзвичайнішою з них. Правила явно надихалися шлюбною політикою Августа. Коли ми бачимо, що ординарна матрона Лукреція пробудила пристрасне бажання Секста Тарквінія, здається очевидним, що Лівій і Овідій прагнули підкріпити ідеал, на який орієнтувало суспільство законодавство Августа. За Коптєвим, легендарне насильство Секста Тарквінія над Лукрецією могло означати його прагнення заволодіти владою поза визначеної йому черги. Одночасно «самогубство» Лукреції підвищило в тріаді статус Брута. Аналогічні історії в грецькій літературі приводять дослідників до висновку, що причиною самогубства Лукреції стало її бажання спонукати родичів помститися Тарквінію за зганьблену честь. Арістотель (Pol. 1311a-b) вказував, що чимало тиранів було скинуто і розлучилося з життям від руки месників за завдану образу.
Символізм самогубства Лукреції полягає у розриві з попередніми нормами передачі влади, орієнтованими на конкретних її носіів.
У інших дослідників драматизм розповіді Лівія викликає асоціацію з наявністю театрального джерела. Багато рис, виділені Гаральдом Гелднером, характеризують історію Лукреції як складову частину римського літературного процесу. В античній літературі вона являла собою скоріше якийсь архетипний зразок жіночої чистоти і доблесті, героїню елегійної поезії, ніж історичний персонаж.

## Образ Лукреції у мистецтві

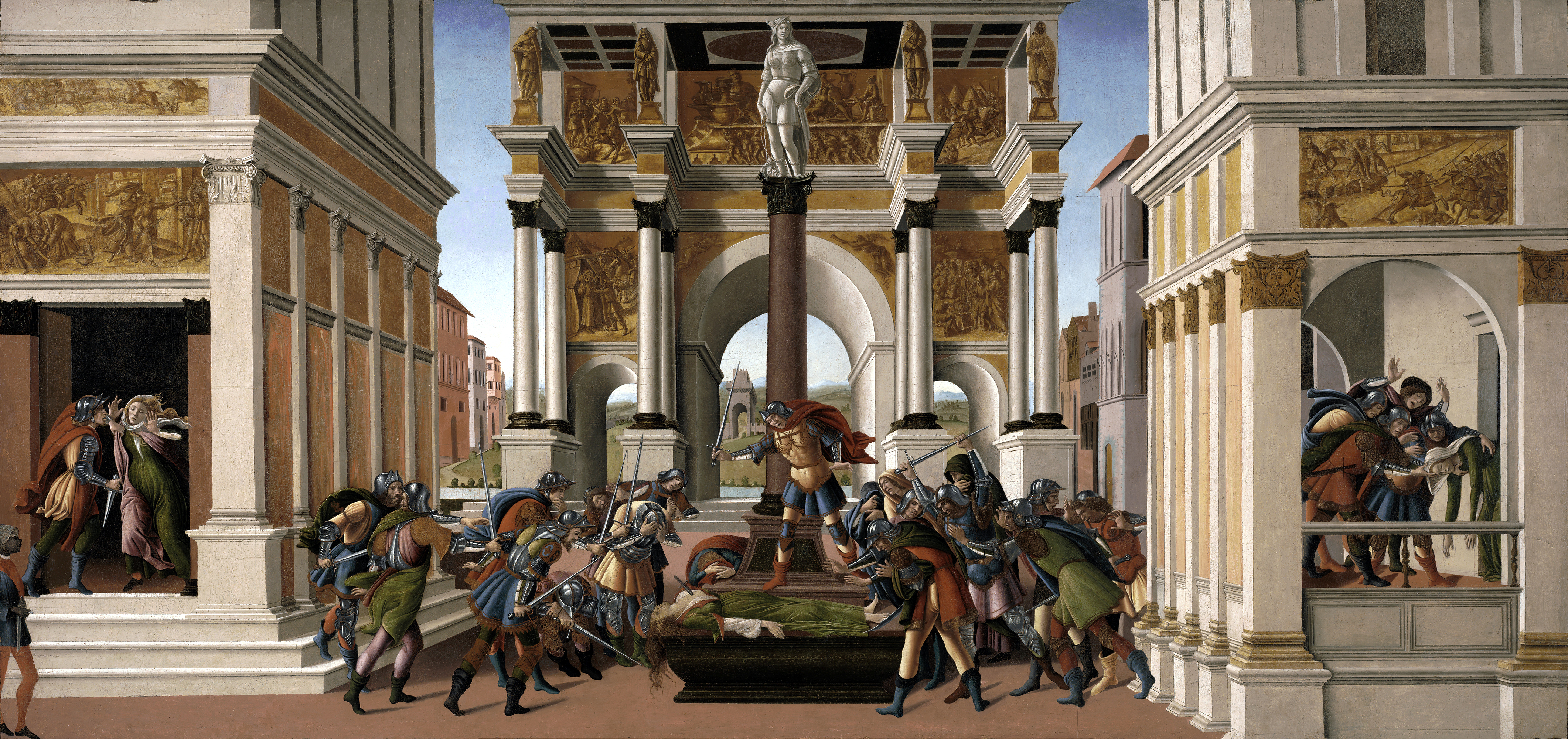
Боттічеллі. «Історія Лукреції»

Лукреція є одною  з Дев'яти Достойних Жінок, поряд з Юдитою і Яїл; в епоху класичного Риму вважалася зразком жіночої та подружньої чесноти. Образ Лукреції мав особливе значення у зображенні жінок в християнському мистецтві. Два епізоди з життя жінки — Насильство над Лукрецією і Смерть Лукреції — були популярні в мистецтві епох Античності, Відродження та Бароко. У четвертому столітті Августин у трактаті Про Град Божий протиставляв Лукрецію цнотливій Сусанні. Він вважав Сусанну гіднішою наслідування, оскільки вона сподівалася на Господа, коли старці хотіли вчинити над нею насильство, а потім несправедливо звинуватили в розпусті. Лукреція ж, на думку Августина, не могла вважатися гідною жінкою, тому що причиною її самогубства стала гордість і почуття провини (нібито за фізичне задоволення, отримане від близькості з Секстом Тарквінієм). Образ Лукреції увійшов в християнське мистецтво як класичний античний прототип Сусанни. У мистецтві північного і південного бароко Лукрецію зображували на гравюрах повчального характеру, що сприяли моральному вихованню молодих неодружених жінок.
Одним з перших малюнків Тараса Шевченка на історичну тематику стала «Смерть Лукреції» (1835).